# Меррілл (містечко, Вісконсин)
Меррілл (англ. Merrill) — місто (англ. town) в США, в окрузі Лінкольн штату Вісконсин. Населення — 2881 особа (2020).

## Демографія
Згідно з переписом 2010 року, у місті мешкало 2980 осіб у 1204 домогосподарствах у складі 922 родин. Було 1355 помешкань
Расовий склад населення:
| - 98,6 % — білих - 0,3 % — азіатів - 0,2 % — корінних американців - 0,2 % — чорних або афроамериканців |

До двох чи більше рас належало 0,6 %. Частка іспаномовних становила 0,4 % від усіх жителів.
За віковим діапазоном населення розподілялося таким чином: 21,2 % — особи молодші 18 років, 63,6 % — особи у віці 18—64 років, 15,2 % — особи у віці 65 років та старші. Медіана віку мешканця становила 45,5 року. На 100 осіб жіночої статі у місті припадало 107,2 чоловіків;  на 100 жінок у віці від 18 років та старших — 102,0 чоловіків також старших 18 років.
Середній дохід на одне домашнє господарство  становив 76 491 долар США (медіана — 70 776), а середній дохід на одну сім'ю — 85 281 долар (медіана — 78 750). Медіана доходів становила 57 965 доларів для чоловіків та 39 135 доларів для жінок. За межею бідності перебувало 2,9 % осіб, у тому числі 0,0 % дітей у віці до 18 років та 4,3 % осіб у віці 65 років та старших.
Цивільне працевлаштоване населення становило 1681 особа. Основні галузі зайнятості: освіта, охорона здоров'я та соціальна допомога — 25,0 %, виробництво — 14,2 %, роздрібна торгівля — 12,1 %.